# Древневосточные православные церкви
Древневосто́чные православные церкви, также Ориента́льные правосла́вные це́ркви, Нехалкидо́нские церкви — современное (с конца XX века в контексте двусторонних диалогов между такими церквами и Православной церковью) обозначение миафизитских церквей, также именуемых в литературе дохалкидонскими церквами, вследствие того, что эти церкви отвергают решения Халкидонского собора (451 год) и всех последующих Вселенских соборов. Насчитывают в общей сложности около 50 миллионов членов по всему миру. Большинство христиан, относящихся к Древневосточным церквям, живут в Египте, Эфиопии, Эритрее, Индии, Сирии, Турции и Армении.
В настоящее время Древневосточные церкви находятся в полном евхаристическом общении друг с другом, но не с Православной церковью или любыми другими церквями; однако Древневосточные церкви не образуют единой церкви, как католики и православные. Медленный диалог, направленный на восстановление общения между православными и древневосточными церквями, начался в середине XX века, и также ведётся диалог между древневосточными церквями и Католической церковью и между древневосточными церквями и Ассирийской церковью Востока. В 2017 году было восстановлено взаимное признание крещения между Коптской церковью и Католической церковью. Также крещение взаимно признаётся между Армянской апостольской церковью и Католической церковью.
Древневосточные церкви обычно считаются более консервативными в отношении социальных вопросов, но с энтузиазмом относятся к экуменическим отношениям с неправославными христианскими церквями. Все Древние восточные церкви являются членами Всемирного совета церквей.

## Древневосточные церкви

### Автокефальные
- Коптская православная церковь
- Сиро-яковитская православная церковь
- Армянская апостольская церковь
- Маланкарская православная церковь
- Эфиопская православная церковь
- Эритрейская православная церковь

### Автономные
Коптская православная:
- Французская коптская православная церковь[англ.]

Армянская апостольская:
- Киликийский католикосат Армянской апостольской церкви
- Константинопольский патриархат Армянской апостольской церкви
- Иерусалимский патриархат Армянской апостольской церкви

Сиро-яковитская православная церковь:
- Маланкарская яковитская

Маланкарская православная церковь:
- Гоанская православная церковь

### Независимые Древневосточные православные церкви
- Британская православная церковь

## Отношения между разными древневосточными православными церквями
Евхаристическое общение между разными церквями не предотвращает разногласий или напряженности между некоторыми из них.
Двустороннему диалогу между Сирийской Православной Церковью и Ассирийской Апостольской Церковью Востока в рамках диалога Церквей сирийской традиции препятствуют предварительные условия, выдвинутые Коптской Православной Церковью.
В Индии Маланкарская яковитская сирийская ортодоксальная церковь остается под юрисдикцией Сиро-яковитской православной церкви, а Маланкарская православная церковь провозгласила себя автокефальной. Отношения между двумя церквями иногда бывают натянутыми. Принадлежность многих храмов оспаривается.
Каждая из этих сирийских церквей Индии, тем не менее, признает духовный авторитет Патриарха Антиохии и всего Востока.
Отношения между Коптской церковью и Эфиопской церковью в Иерусалиме натянуты, первая обвиняет последнюю в том, что она занимает там часть своих святых мест. Эфиопская православная церковь в изгнании была образована после свержения патриарха Абуны Меркориоса в 1991 году и его изгнания в США.
За независимостью Эритреи последовало учреждение Автокефальной эритрейской церкви. Хотя Эфиопской православной церкви автокефалия была предоставлена патриархом Коптской православной церкви в 1950 году, она не участвовала в предоставлении автокефалии своей эритрейской епархии ввиду обращения правительства Эритреи за предоставлением автокефалии Эритрейской православной церкви непосредственно в Коптскую патриархию. В отношениях между двумя Церквями возникла и сохраняется определённая напряжённость.

## Богословские диалоги Древневосточных православных церквей с другими христианскими церквями

### Диалог между православными и древневосточными православными церквями
В 1964 году в городе Орхусе (Дания) начался диалог между богословами православных церквей и древневосточных православных церквей. Стороны пришли к следующим выводам:
- православные церкви, исповедующие диофизитство, не являются «несторианскими», ибо версия диофизитства, которого придерживался Несторий, представляет собой, с точки зрения ипостасного единства Эфесского собора, принятого древневосточными православными церквями, и Халкидонского, Второго Константинопольского соборов, чьи постановления также признают среди православных церквей — двухсубъектную христологию, отделяющую Воплощённое Слово и человеческую личность Христа;
- древневосточные православные церкви — не монофизитские, ибо монофизитизм — это евтихианская ересь, которая предана анафеме не только православными церквями, но также и ориентальными (в частности, Армянской апостольской церковью).

Диалог продолжался, по меньшей мере, до 1994 года.

### Диалог между Римско-католической и древневосточными православными церквями
История диалога началась еще в 1970-х годах, и с тех пор были подписаны совместные декларации и документы. Например, папа Павел VI и католикос Вазген I подписали совместную декларацию в 1970 году, а в 2000 году передача мощей Григория Просветителя из Католической церкви в Армянскую церковь стала знаковым событием. Диалог также проходил с Коптской церковью, Сирийско-яковитской церковью и другими древневосточными церквями.
Создание Смешанной международной комиссии в 2003 году стало важным шагом для углубления диалога между Католической и Древневосточными православными церквями. Комиссия обсуждает различные темы и подготовила согласованные заявления, такие как «Природа, Конституция и Миссия Церкви» в 2009 году и «Способ общения в жизни ранней церкви и его последствия для нашего поиска общения сегодня» в 2015 году.